# Euston Square (stanice metra v Londýně)
Euston Square je stanice metra v Londýně, otevřená 10. ledna 1863 pod názvem Gower Street. Dnešní název dostala 1. listopadu 1909. Nachází se na třech linkách:
- Metropolitan Line, Circle Line a Hammersmith & City Line (mezi stanicemi Great Portland Street a King's Cross St. Pancras)

| Rok  | Počet cestujících |
| ---- | ----------------- |
| 2011 | 10,89 mil         |
| 2012 | 11,39 mil         |
| 2013 | 12.36 mil         |
| 2014 | 14,33 mil         |